# 佛得下城
佛得下城（葡萄牙語：Baixa Verde）是巴西東北部北里約格朗德州鄉村波蒂瓜爾中區的一個小區。

## 市鎮
佛得下城下轄以下的市鎮：
- 本托费尔南德斯
- 然達伊拉
- 若昂卡馬拉
- 帕拉齐纽
- 波苏布兰库